# Pier Luigi Bersani
Pier Luigi Bersani (n. 29 de septiembre de 1951 en Bettola) es un político italiano y fue secretario general del Partido Democrático de Italia entre 2009 y 2013. Ha sido varias veces ministro en los gobiernos liderado por Romano Prodi, Massimo D'Alema y Giuliano Amato. En el año 2013 resultó ganador de las elecciones generales italianas por un estrecho margen.

## Vida temprana
Proviene de una familia de artesanos, su padre José era un mecánico y gasolinero. Se graduó en filosofía en la Universidad de Bolonia con una tesis sobre la historia del cristianismo, centrado en la figura del Papa Gregorio el Grande. Se casó en 1980 con su compatriota Daniela Ferrari, con quien ha tenido dos hijas.

## Carrera política
Del 18 de mayo de 1996 a 22 de diciembre de 1999 ocupa el cargo de Ministro de Industria, Comercio, Artesanía y Turismo en el gobierno de Prodi I. Desde el 23 de diciembre de 1999 a 3 de junio de 2001 ocupa el cargo de Ministro de Transportes y Navegación. En las elecciones de 2001 fue elegido diputado en la circunscripción Fidenza 30-Salsomaggiore, miembro de la  Comisión de la Cámara de X Actividades Productivas.
En el  2001 fundó Nensi (Nueva Sociedad de la Nueva Economía), junto con Vincenzo Visco. [1] y presidente de la Nueva Romea.
Elecciones europeas de 2004 fue elegido diputado en la circunscripción Norte-Oeste, un miembro de la Comisión de Asuntos Económicos y Monetarios y la Comisión de Mercado Interior y Protección del Consumidor. "Miembro de la delegación a las comisiones parlamentarias de cooperación UE-Kazajistán, UE-Kirguistán y UE-Uzbekistán, las relaciones con Tayikistán, Turkmenistán y Mongolia, la delegación para las relaciones con Bielorrusia y la Asamblea Parlamentaria Euro-Mediterránea. Fue miembro de la Presidencia y el Comité Político de la Comisión Nacional de la Izquierda Democrática.
El 25 de octubre de 2009, Bersani gana las elecciones primarias, superando al secretario Dario Franceschini, y el senador Ignacio Marino, siendo elegido como secretario nacional del PD.
Entre los partidarios de la candidatura de Bersani estaban Massimo D'Alema, [7], Rosy Bindi, [8] Enrico Letta, [9] Livia Turco, [10], [11 Rosa Russo Iervolino] y Antonio Bassolino.
En particular, la aplicación de los mismos en sus listas para las elecciones primarias ha estado en el centro de varias controversias por las muchas contradicciones que surgieron durante su mandato como gobernador de la Campania.[cita requerida]
Tras la elección Bersani ha inaugurado una serie de reuniones con dirigentes de partidos de la oposición: Antonio Di Pietro (IDV), Nichi Vendola (SL), Pier Ferdinando Casini, Lorenzo Cesa (UDC), Emma Bonino y Marco Pannella (radicales Italia), Paolo Ferrero y Oliviero Diliberto (PRC-PDCI) para buscar un entendimiento común sobre la conducta de la oposición al Gobierno del Pueblo de la Libertad-Liga Norte y la disponibilidad de la búsqueda de una alianza para los próxima elecciones regionales en 2010.

## Elecciones primarias de 2012
Presentó su candidatura a las elecciones primarias del centro-izquierda para elegir candidato a la presidencia del Consejo de Ministros, enfrentándose al alcalde de Florencia, Matteo Renzi, al presidente de la región de Apulia, Nichi Vendola, la concejal de Venecia Laura Puppato y al parlamentario Bruno Tabacci.  El 25 de noviembre de 2012, Bersani obtuvo el 44,9% de los votos, seguido de Matteo Renzi con el 35,5%, Vendola con el 15,6%, Puppato el 2,6% y Tabacci 1,4%. En consecuencia, al no haber obtenido ningún candidato el 50% de los votos, Bersani y Renzi pasaron a una segunda vuelta al ser los dos candidatos más votados. Finalmente, en la elección definitiva del 2 de diciembre de 2012, Bersani obtiene el 60,9% de los votos emitidos, obteniendo la nominación como candidato a las elecciones generales de 2013.

## Elecciones generales de 2013
Tras haber sido confirmado como candidato, Bersani formó una coalición entre el Partido Democrático y otras formaciones de izquierda, como Izquierda Ecología Libertad y Partido Socialista Italiano, y de centroizquierda, como Centro Democrático, adoptando el nombre de Italia. Bien Común y presentando a Bersani como líder y candidato a primer ministro. Tras los comicios celebrados entre el 24 y 25 de febrero de 2013, la coalición del Partido Democrático obtuvo la mayoría absoluta en la Cámara de Diputados de Italia con 340 escaños, y la mayoría relativa en el Senado de Italia con 120 escaños, lejos de los 158 necesarios para gobernar con estabilidad parlamentaria. Tras recibir el encargo de formar gobierno, finalmente renunció al no obtener los apoyos necesarios. El 20 de abril de 2013 dimite como secretario general del Partido Democrático, tras el doble rechazo a los candidatos propuestos por su partido a la presidencia de la República Italiana, lo que conllevó a la reelección de Giorgio Napolitano.

## Cargos desempeñados
- Presidente de Emilia-Romagna. (1994-1996)
- Ministro de Industria, Comercio y Artesanía. (1996-1999)
- Ministro de Transporte y Navegación. (1999-2001)
- Miembro de la Cámara de Diputados. (2001-2004)
- Diputado del Parlamento Europeo. (2004-2006)
- Ministro de Desarrollo Económico. (2006-2008)
- Secretario nacional del Partido Democrático. (2009-2013)